# Emanuel

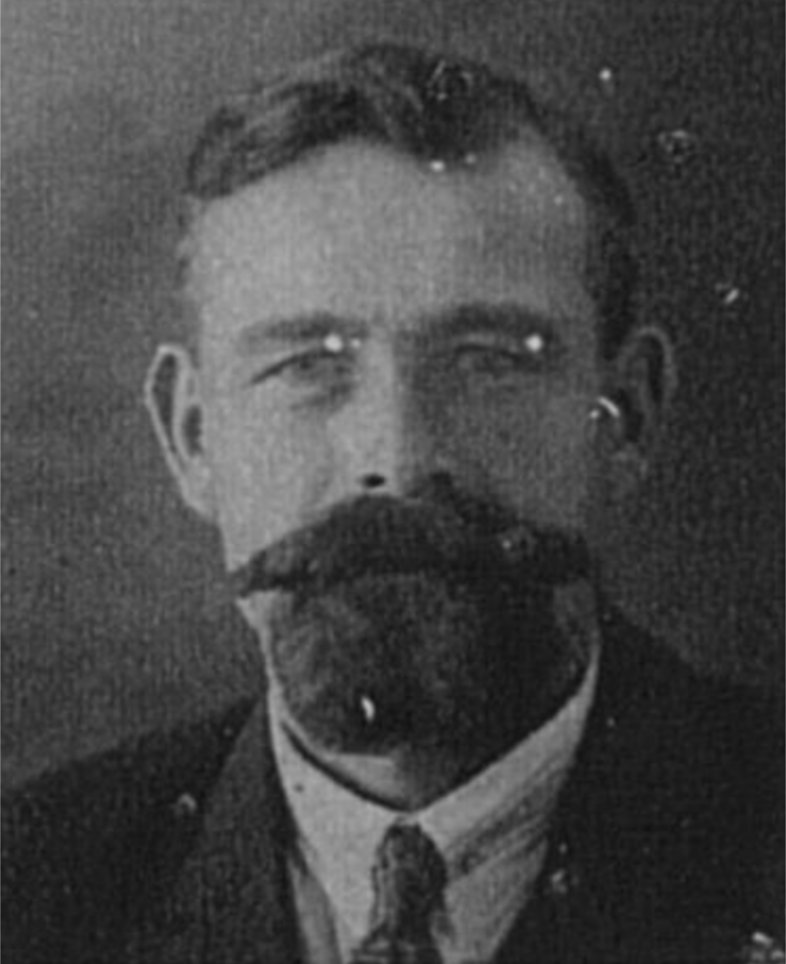
Emanuel Ramstedt cirka 1927.

Mansnamnet Emanuel är ett hebreiskt namn (עִמָּנוּאֵל, Emmanuel eller Imanu'el) med betydelsen 'Gud är med oss'. Namnet, som var det i Gamla Testamentet förutspådda namnet på Messias, har använts som dopnamn i Sverige sedan 1600-talet. 

## Historik och användning
Under 1800-talet var det speciellt vanligt bland de frikyrkliga. Efter de första decennierna på 1900-talet avtog det i användning och var relativt ovanligt fram till 1980-talet då det ökade något i igen.
31 december 2005 fanns det totalt 28 995 personer i Sverige med namnet Emanuel varav 2135 med det som tilltalsnamn. År 2003 fick 643 pojkar namnet, varav 85 fick det som tilltalsnamn.
Ett smeknamn för Emanuel är Manne.
Namnsdag: 26 mars i Sverige. I den finlandssvenska namnsdagslängden har Emanuel namnsdag 26 mars sedan starten 1929, då en egen namnsdagskalender togs i bruk för finlandssvenskar.
Emanuel (och Immanuel) används också som namn på många kyrkor och kapell inom väckelserörelsen.

## Namnvarianter
En främst portugisisk- och spanskspråkigt variant av namnet är Manuel. Den feminina motsvarigheten är Manuela. Den kommer från hebreiskans Emmanuel, som betyder "Gud är med oss". Den tyska och skandinaviska formen av namnet är vanligen Emanuel. Den feminina formen är Emanuelle.
Manolito är ett smeknamn i diminutiv som betyder "lilla Manuel" eller "lilla Manolo". Även Manolo är ett smeknamn för Manuel. En katalansk variant av namnet är Manel.

## Personer med namnet Emanuel
- Viktor Emanuel I av Sardinien
- Viktor Emanuel II, först kung av Sardinien, sedan den förste kungen av det enade Italien
- Viktor Emanuel III av Italien
- Carl Philipp Emanuel Bach, tysk tonsättare
- Emanuel Blume, vissångare
- Emanuel Feuermann, ukrainsk-amerikansk cellist
- Jan Emanuel Johansson, företagare, influerare och tidigare politiker (S)
- Emanuel Lasker, tysk schackspelare
- Emmanuel Macron, Frankrikes president 2017-
- Emanuel Pogatetz, österrikisk fotbollsspelare
- Emanuel Ramstedt, finländsk politiker
- Gunnar Emanuel Sträng, politiker (S), finansminister 1955–1976
- Emanuel Swedenborg, vetenskapsman, filosof, bibeltolkare, teosof, kristen mystiker och teolog
- Hans Emanuel Öberg, präst och psalmdiktare

## Fiktiva figurer med namnet Emanuel
- Emanuel Hjort, och boken i samma serie